# ASHA
特定非営利活動法人ASHA（とくていひえいりかつどうほうじんアーシャ）は、ネパールを拠点に、地域自走型医療提供モデルの仕組みづくりを行うNPO法人（特定非営利活動法人）。2015年に任意団体として設立、2017年10月25日にNPO法人格を取得した。
「"Basic Health Rights" for all ～世界中の誰もが、健康でいる権利を享受できる世界を～」を理念に掲げ、医療資源が不足している僻地でもニーズに即した包括的な医療を届けられる地域自走型医療提供モデルを創出する取り組みを行っている。
任喜史、サッキャ・サンディープが共同代表を務める。

## 概要
公衆衛生の大学院で出会った共同代表のサッキャと任は、2015年4月に発生したネパール大震災を受け、ネパールの震源地近くの村で出張診療を行った。医療情報を適切に管理されていない現地の状況を目の当たりにし、継続的な医療提供や、医療ニーズの可視化による最適な医療・保健サービス提供を目指し、東京大学グローバル・クリエイティブ・リーダープログラム内のプロジェクトとして任意団体「ASHA Nepal project」発足した。
ASHAオリジナルの医療機器管理ソフトウェアASHA fusionの開発・改良を経て、各地域への出張診療や医療機関に導入を開始。2017年にNPO法人格を取得した。2018年9月からは、現地NGO・Karma Health代表のBishal Belbase医師と出会い、従来の医療機関向けの支援活動だけでなく地域全体の医療提供モデルを創るプロジェクトを開始し、現在の活動の柱となっている。役員を含め、全員が社会人プロボノ・大学生インターンとして活動している。

## 事業内容
ASHAは、ネパールの医療資源が不足する地方における医療アクセス改善のため、ITとコミュニティの活用を通して、以下の2事業を行っている。

### Rajpur Project (ラジプールプロジェクト)
現地NGOのKarma Healthと二人三脚で、ネパールの僻地・Rajpurという無医村で、デジタルと地域の人々の力を活用した医療アクセスの改善に取り組む事業。
現在は、
1. 医療情報が適切に管理されていない簡易医療機関への管理ツール導入による医療の質の向上
2. 地域住民から保健委員が、問診・サポートアプリを活用して日々のケアを提供することによる地域の中でのケアの確立
3. それらのデータを統合・活用することによる改善の仕組み作り

を三本柱として活動を進めている。

### First Aid Project (ファーストエイドプロジェクト)
住民自身が応急手当や家庭医学の知識と技術といったセルフケア能力を身につけることで、医療へのアクセスが限られた地域においても、自分と家族の命と健康を守れる社会を作ることを目的とする事業。中学生を対象に応急手当の研修会を実施していく予定である。中学生に教えることで、家庭や地域への波及が期待され、現地の教員と協力し学校で継続的に教育がなされる環境を構築できるよう協議を進めている。

## 沿革
- 2015年 10月："ASHA Nepal Project" 始動
- 2016年 3月：医療機器管理ソフトASHA fusion初版完成＆第１号プロジェクト開始
- 2016年 9月：ASHA fusion v2.0完成＆初の医療機関向けプロジェクト開始
- 2017年 4月：Dhlikhel Hospitalとのプロジェクト(Dhlikhel Project)開始
- 2017年 10月：NPO法人化
- 2018年 4月：Pharping Project 開始
- 2018年 9月：Rajpur Project 始動
- 2019年：現地専従スタッフの初雇用
- 2020年：大学生インターンがASHAでの活動を開始
- 2021年 5月："Vision Hacker Award 2021"でASHAが大賞を受賞

## 法人概要

### 所在地
〒105-0013 東京都港区浜松町2丁目2番15号　浜松町ダイヤビル2F

### 理事
- 代表理事　　　　サッキャ・サンディープ
- 代表理事　　　　任 喜史
- 副代表理事　　　橘 祐一郎
- 理事・事務局長　眞能 秀幸

### 監事
林直人

### 職員数
- 正会員 14名
- サポーター 15名 (2022年11月1日現在)

## 受賞歴
- 2021年5月12日　「Vision Hacker Award 2021」で大賞を受賞[3]。

## メディア掲載
- 2016年8月31日　e-Education トジョウエンジン 「被災地ネパールの医療をITの力で支えたい！ネパール人医師がクラウドファンディングに挑戦中！」
- 2017年12月2日　一般社団法人チャリティジャパン Social Stand 「ネパールの医療をITの力で支える、３人の若者の挑戦！！『ASHAプロジェクト』」
- 2021年1月6日　朝日新聞デジタル 連載「この声、届いていますか」「言葉の壁→情報過疎→感染…医療にたどりつけない外国人」
- 2021年8月6日　KDDI財団　「【社会的・文化的諸活動助成】NPO法人ASHAが「Vision Hacker Awards 2021」大賞を受賞」
- 2021年8月21日　NPO法人ETIC. Dr!ve 「医療格差を幸福格差にしないために。自走・自律の医療提供モデルづくりに挑む ～ビジョンハッカーの挑戦(8)NPO法人ASHA 任さん・サッキャさん～」
- 2021年11月21日　科学技術振興機構 Sience Portal 「『未来を書き換える』次世代リーダーたちの挑戦 支援アワード報告会」 「『未来を書き換える』次世代リーダーたちの挑戦 支援アワード報告会」
- 2022年2月22日　レバレジーズ株式会社 看護のお仕事 「ナースときどき女子」
- 2022年3月9日　NHK WORLD JAPAN 「Sharing The Future」- 代表理事の任が出演